# Aethia cristatella
Aethia cristatella là một loài chim trong họ Alcidae.
Loài này phân bố trên toàn miền bắc Thái Bình Dương và biển Bering. Loài này kiếm ăn bằng cách lặn trong vùng nước sâu, ăn nhuyễn thể và một loạt các động vật biển nhỏ. Chúng làm tổ trong các bầy dày đặc lên đến 1 triệu cá thể ở biển Bering và biển Okhotsk. Chúng thường sinh sản trong các bầy hỗn hợp các loài với Aethia pusilla.

## Hình ảnh

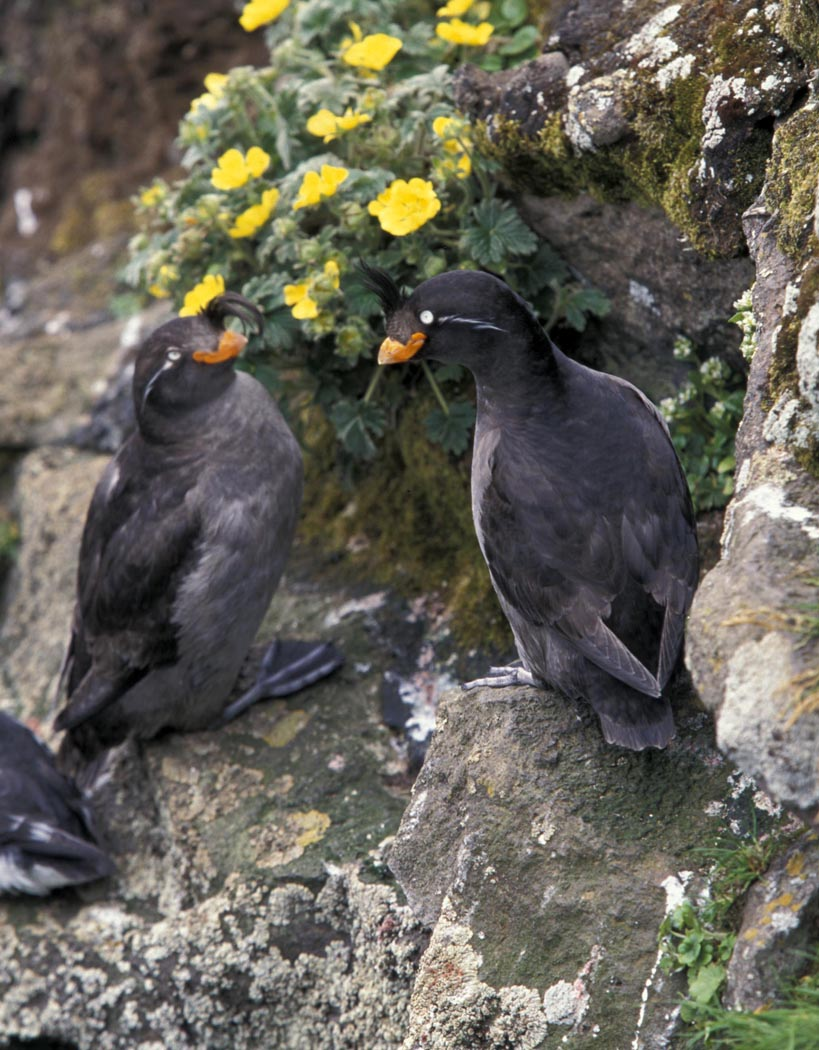
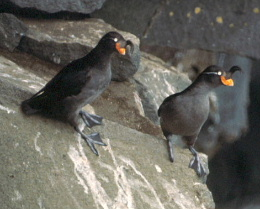
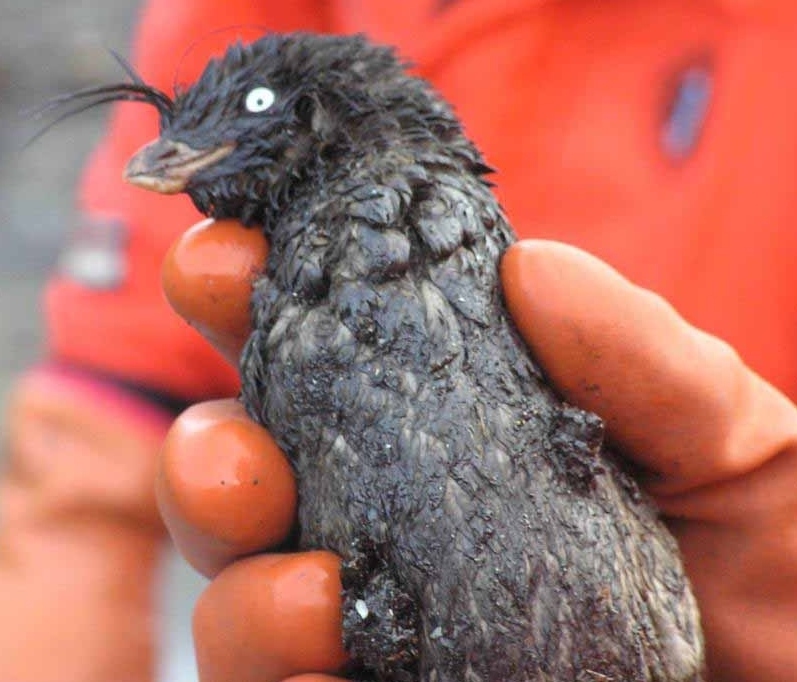
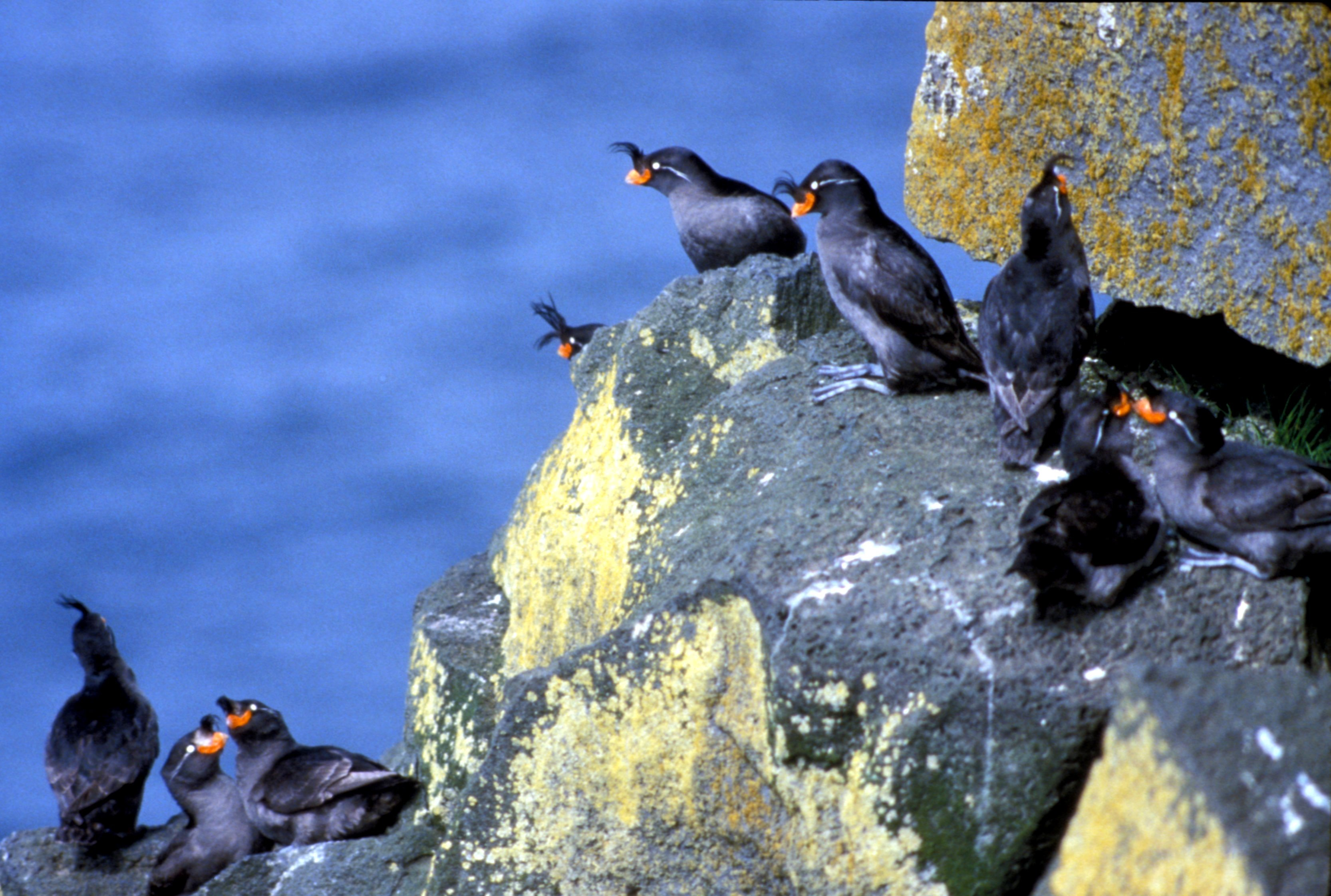
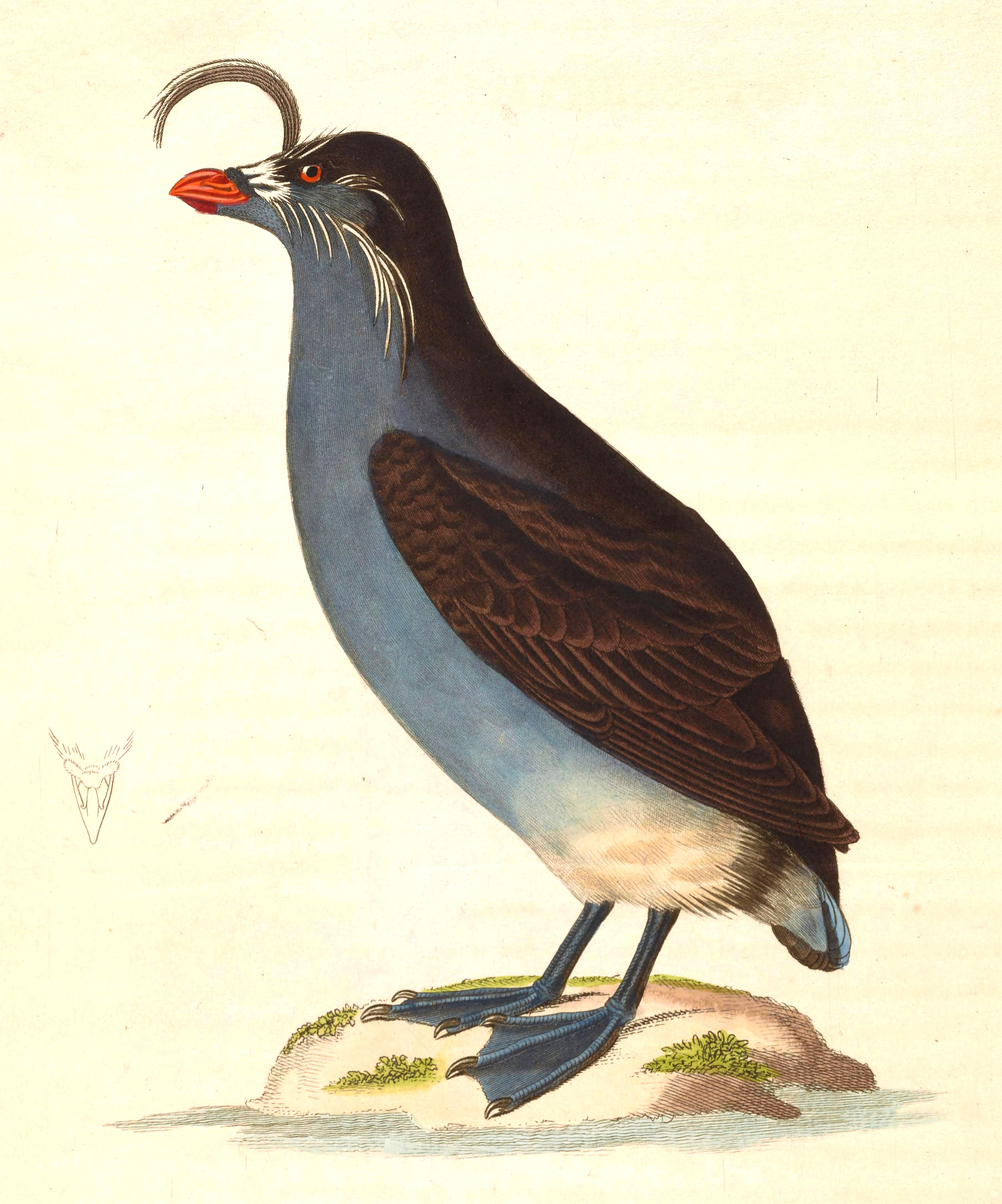